# Katrin Nitzschke
Katrin Nitzschke (* 1955 in Dresden) ist eine deutsche Bibliothekarin und Kulturwissenschaftlerin. Sie leitete bis 2021 das Buchmuseum der Sächsischen Landesbibliothek – Staats- und Universitätsbibliothek Dresden.

## Leben und Wirken
Katrin Nitzschke absolvierte bis 1979 ein Fachschulstudium im Fach Bibliothekswesen an der Fachhochschule in Leipzig. Darauf folgte von 1982 bis 1987 das Studium der Kulturwissenschaften an der Universität Leipzig. 1984 übernahm sie die Leitung des Buchmuseum der SLUB, bis 1996 Sächsische Landesbibliothek. Die Konzeptionierung und Kuratierung von Ausstellungen zu den umfangreichen historischen Quellen sowie ausstellungsbegleitende Veranstaltungen und Vorträge kennzeichnen das Arbeitsfeld von Katrin Nitzschke. Sie ist Autorin zahlreicher Bücher, die überwiegend Dresden zum Inhalt haben.

## Schriften (Auswahl)
- Kästner, Erhart; Nitzschke, Katrin: Über Dresden wäre viel zu sagen. Dresden: Hellerau-Verl. 1994, ISBN 978-3-910184-24-4.
- Nitzschke, Katrin (Hrsg.): Die großen Dresdner. 26 Annäherungen. Frankfurt am Main: Leipzig: Insel-Verl. 1999, ISBN 978-3-458-16951-2.
- Hausmann-Kohlmann, Hanna; Nitzschke, Katrin: Schwarze Köpfe. Dresdner Scherenschnitte von Hanna Hausmann-Kohlmann. Dresden: Sächsische Landesbibliothek - Staats- und Univ.-Bibliothek 2000, ISBN 978-3-910005-19-8.
- Nitzschke, Katrin; Loesch, Perk (Hrsg.): Die Prager Straße in Dresden. Geschichte einer Prachtstraße. Leipzig: Lehmstedt 2014, ISBN 978-3-942473-79-8.